# Región Continental (Guinea Ecuatorial)
La Región Continental, también conocida como Río Muni, es una de las dos regiones en que se integran las provincias de Guinea Ecuatorial.
Comprende la antigua colonia española de «Guinea Continental» más las islas de Corisco y Elobey. Tiene una extensión de 26 017 km² y una población de más de 1 159 468 habitantes aproximadamente según el censo de 2013.

## Historia

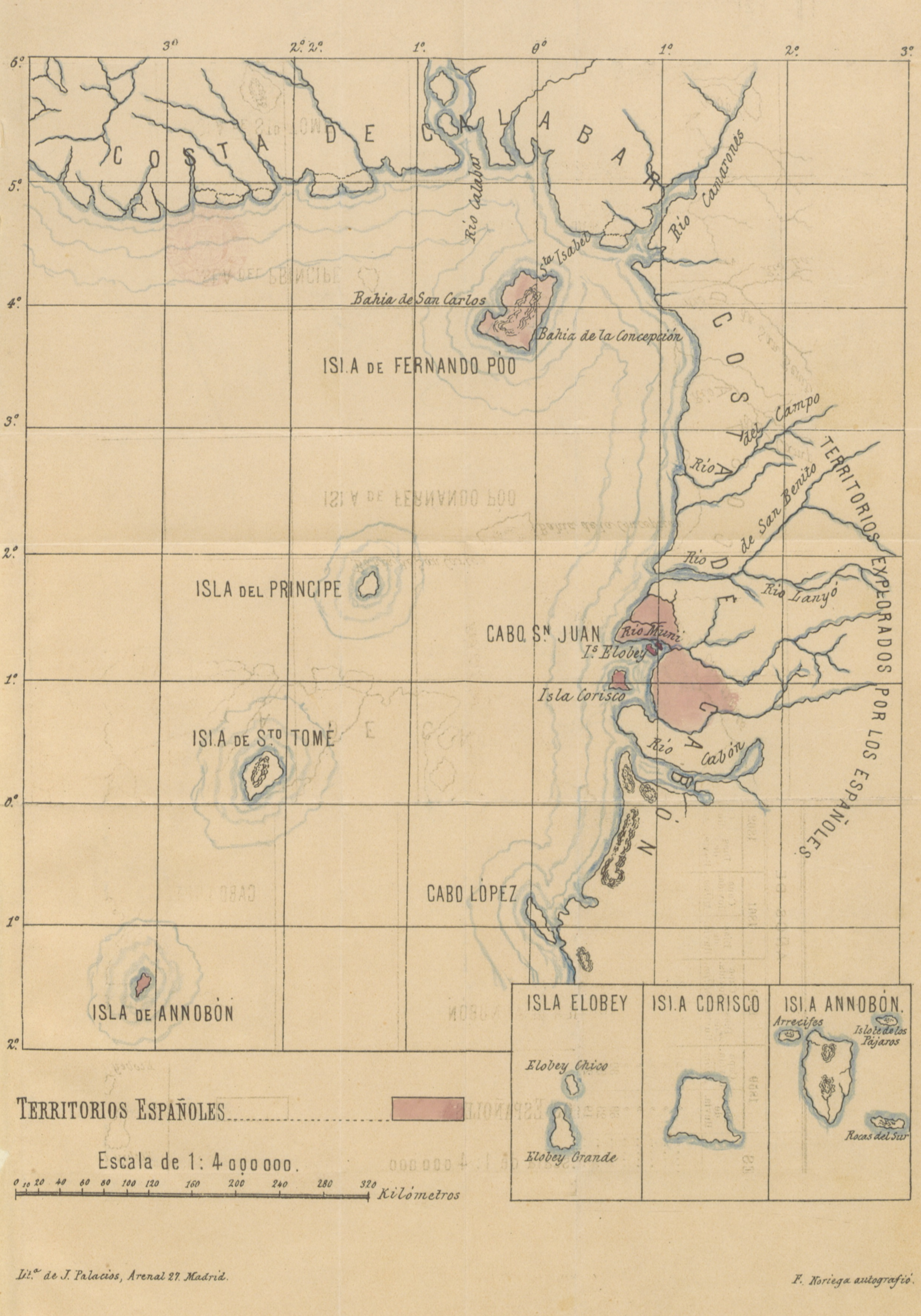
Mapa de las posesiones españolas en el Golfo de Guinea en 1897, antes del Tratado de París de 1900.

Mapa de Muni: Guinea Continental Española, año 1903.

El territorio de la región fue cedido por Portugal a España en 1778. 
En 1900 quedó delimitado en un tratado hispano-francés.
Fue provincia española junto a Fernando Poo de 1959 a 1963; después pasaría a ser parte de la Región Autónoma de Guinea Ecuatorial, con el nombre de Provincia de Río Muni hasta su independencia de España en 1968.
El 1 de septiembre de 1960 quedó constituida  en la ciudad de Bata la Diputación Provincial de Río Muni, cuyo primer presidente fue José Vedú.

## Geografía

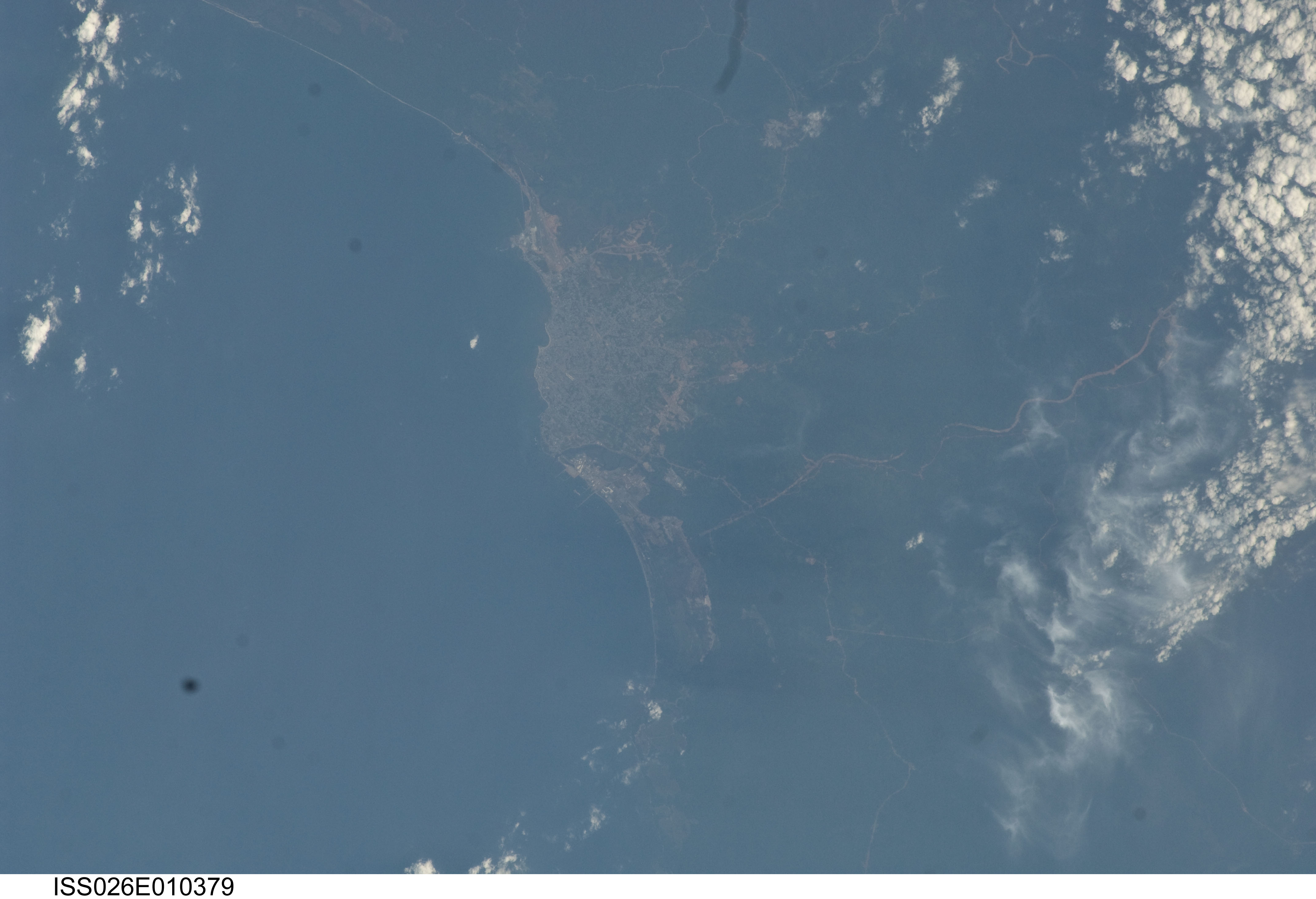
Bata, la ciudad más poblada de Rio Muni, fotografiada desde un satélite en el año 2010.

La composición étnica de la Región Continental es mayoritariamente fang, con otros bantúes en la costa: ndowés. Políticamente está subdividido en cuatro provincias ecuatoguineanas: Centro Sur, Kié-Ntem, Litoral y Wele-Nzas.
Los idiomas más hablados son el fang y el español.
La ciudad más grande es Bata, pero existen otras localidades de importancia como Evinayong, Ebebiyín, Cogo, Acurenam, Mongomo, Micomeseng, Niefang, Añisoc y Mbini.